# منتخب مولدافيا لكرة اليد للسيدات
منتخب مولدافيا لكرة اليد للسيدات (بالرومانية: Echipa națională de handbal feminin a Moldovei)‏ هو ممثل مولدوفا الرسمي في المنافسات الدولية في كرة اليد للسيدات
.